# Николс, Ричард
Ричард Николс (англ. Richard Nicolls; 1624, Амптхилл, Бедфордшир — 28 мая 1672, Северное море, близ побережья Саффолка) — первый британский колониальный губернатор провинции Нью-Йорк.
Командовал кавалерийским отрядом роялистов в ходе Английской гражданской войны, после поражения покинул страну. Вскоре после Реставрации стал камердинером герцога Йоркского, брата короля, в будущем — монарха Якова II. По протекции своего патрона в 1664 г. был включён вместе с сэром Робертом Карром, Джорджем Картрайтом и Сэмюэлом Мавериком в состав комиссии, должной завоевать Новые Нидерланды, а также управлять делами колоний Новой Англии и улаживать споры между ними. Экспедиция, отплыв из Портсмута 25 мая 1664 г., прибыла в Новый Амстердам 27 августа того же года, а уже 8 сентября принудила горожан сдаться. Снова при помощи своего покровителя, Николс был назначен губернатором Новых Нидерландов (Нью-Йорка).
Николс действовал решительно, но при этом тактично, благодаря чему установление новой власти прошло благополучно и с учётом интересов завоёванного населения. Колонисты сохранили свои права на собственность, законы о наследстве и свободу вероисповедания. Английское право было сперва распространено на Лонг-Айленд, Статен-Айленд и Уэстчестер, где англичане уже обладали численным большинством, в районах же с преобладанием голландского населения новые порядки вводились гораздо медленнее. Губернатором при помощи своего секретаря, Маттиаса Николса, был составлен действовавший в 1665—1683 гг. кодекс, известный как «Законы герцога». Кодекс, являвший собой компиляцию законов колоний Новой Англии, предусматривал суд присяжных и пропорциональное налогообложение; раздача патентов на землю была согласно ему исключительным правом герцога. 
Сменённый на посту губернатора Фрэнсисом Лавлейсом, Николс вернулся в Англию летом 1668 г. и продолжал службу у герцога Йоркского. Он погиб в ходе морского сражения при Солебее 28 мая 1672 г. Стоящий в Амптхилле памятник Николсу включает в себя убившее его пушечное ядро.